# Исторический словарь по философии

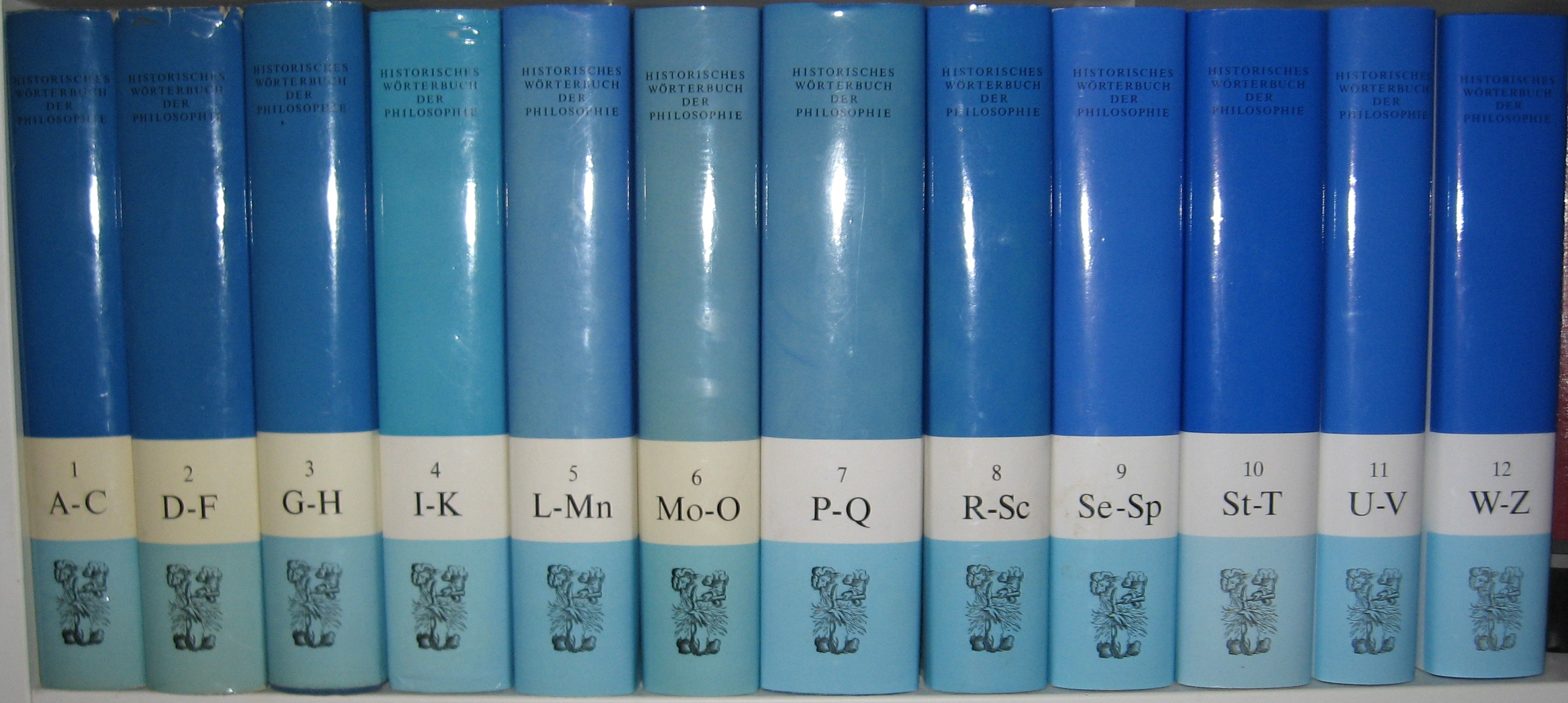
Исторический словарь по философии

Исторический словарь по философии (нем. Historisches Wörterbuch der Philosophie) — многотомный немецкоязычный словарь философских понятий (терминов). Этот словарь является философским справочным изданием по истории понятий (истории идей).
Его 12 томов, содержащие статьи, издавалиcь с 1971 по 2005 годы под редакцией Йоахима Риттера, Карлфрида Грюндера (de:Karlfried Gründer) и Готфрида Габриэля (de:Gottfried Gabriel) в издательстве «Schwabe Verlag», в Базеле. Аннотация характеризует словарь как «полностью переработанное издание „Словаря философских понятий“ („Wörterbuch der philosophischen Begriffe“) Рудольфа Эйслера (de:Rudolf Eisler)».

## Библиографическое описание
Historisches Wörterbuch der Philosophie: Völlig neubearbeitete Ausgabe des Wörterbuchs der philosophischen Begriffe von Rudolf Eisler / Hrsg. Joachim Ritter, Karlfried Gründer, Gottfried Gabriel. — Bd. 1—12. — Basel u. a.: Schwabe, 1971—2005. — ISBN 3-7965-0115-X
- 1. Band (A-C) 1971
- 2. Band (D-F) 1972
- 3. Band (G-H) 1974
- 4. Band (I-K) 1976
- 5. Band (L-Mn) 1980
- 6. Band (Mo-O) 1984
- 7. Band (P-Q) 1989
- 8. Band (R-Sc) 1992
- 9. Band (Se-Sp) 1995
- 10. Band (St-T) 1998
- 11. Band (U-V) 2001
- 12. Band (W-Z) 2005
- 13. Band (Register) 2007.